# Сибалатани, Сонга Бернард
Сонга Бернард Сибалатани (род. 1953) — политик, председатель Национального совета Намибии.
Губернатор Каприви с 1999 года, представитель партии СВАПО. Его предшественник, Джон Мабуку, представитель Демократического Альянса Намибии, бежал в Ботсвану в 1998 году после неудачной попытки свергнуть правительство.
С 1999 года Бернард Сибалатани управлял небольшой областью Катима-Мулило Лэнд как региональный советник. В период бурных сепаратистских движений получил статус губернатора. Сибалатани доказал невиновность людей, обвинявшихся в связях с «Освободительной сепаратистской организацией» (CLA) и убийстве мирных жителей 2 августа 1999 года.

## Биография
В 1964 году Бернард Сибалатани вступил в «Национальный союз Каприви» (CANU), в 1975 — в СВАПО. Активно занимался политической деятельностью, организовывал демонстрации.
В 1978 году после приостановки конфликта в Кассинга, развернувшегося в ходе нападения на военный пункт СВАПО, был арестован. Однако после тюремного заключения не прекратил свою политическую деятельность.
Позже Сибалатани был арестован и причислен к списку организаторов взрыва в здании правительства в Катима Мулило, столице региона Каприви. Также был заключён под стражу за продажу газеты, содержащей информацию коммунистического характера.